# Mobile Mysticks
Die Mobile Mysticks waren eine US-amerikanische Eishockeymannschaft aus Mobile, Alabama. Das Team spielte von 1995 bis 2002 in der East Coast Hockey League.

## Geschichte
Die Mobile Mysticks wurden 1995 als Franchise der East Coast Hockey League gegründet. Nachdem sie in ihrer Premierenspielzeit noch die Playoffs um den Kelly Cup verpasst hatten, steigerten sie sich in den folgenden Jahren kontinuierlich und kamen jeweils in die Playoffs, wobei die Mysticks in der Saison 2000/01 mit dem Erreichen der dritten Playoff-Runde den größten Erfolg in ihrer Geschichte erzielten. Zuvor waren sie in der regulären Saison Dritter der Southwest Division geworden, ehe sie in den Playoffs nach einem Freilos und einem Sieg über die Jackson Bandits erst am späteren Kelly-Cup-Sieger South Carolina Stingrays knapp mit 2:3 Siegen in der Best-of-Seven-Serie scheiterten. Das entscheidende Tor in Spiel fünf fiel zudem erst in der Overtime.    
Im Anschluss an die Saison 2001/02, in der es erstmals seit seiner Premierenspielzeit die Playoffs verpasst hatte, wurde das Franchise nach Duluth, Georgia, umgesiedelt, wo es ab dann unter dem Namen Gwinnett Gladiators am Spielbetrieb der ECHL teilnahm.

## Saisonstatistik
Abkürzungen: GP = Spiele, W = Siege, L = Niederlagen, T = Unentschieden, OTL = Niederlagen nach Overtime SOL = Niederlagen nach Shootout, Pts = Punkte, GF = Erzielte Tore, GA = Gegentore, PIM = Strafminuten
| Saison  | GP | W  | L  | T  | OTL | SOL | Pts | GF  | GA  | Platz         | Playoffs                        |
| 1995/96 | 70 | 22 | 37 | —  | 11  | —   | 55  | 265 | 325 | 7., South     | nicht qualifiziert              |
| 1996/97 | 70 | 34 | 25 | 11 | —   | —   | 79  | 257 | 263 | 4., South     | Niederlage in der ersten Runde  |
| 1997/98 | 70 | 35 | 27 | 8  | —   | —   | 78  | 236 | 233 | 5., Southwest | Niederlage in der ersten Runde  |
| 1998/99 | 70 | 31 | 31 | 8  | —   | —   | 70  | 231 | 259 | 5., Southwest | Niederlage in der ersten Runde  |
| 1999/00 | 70 | 40 | 28 | —  | 2   | —   | 82  | 275 | 230 | 2., Southwest | Niederlage in der zweiten Runde |
| 2000/01 | 72 | 38 | 28 | 6  | —   | —   | 82  | 240 | 233 | 3., Southwest | Niederlage in der dritten Runde |
| 2001/02 | 72 | 28 | 26 | 18 | —   | —   | 74  | 215 | 237 | 6., Southwest | nicht qualifiziert              |

## Team-Rekorde

### Karriererekorde
Spiele: 438  Jason Elders
Tore: 226  Jason Elders
Assists: 253  Jason Elders
Punkte: 479   Jason Elders
Strafminuten: 915  Hugues Gervais

## Bekannte Spieler
- Shawn Heins
- Nico Pyka
- Dean Sylvester
- Sinuhe Wallinheimo